# Michael McLeod (Eishockeyspieler)
Michael „Mikey“ McLeod (* 3. Februar 1998 in Mississauga, Ontario) ist ein kanadischer Eishockeyspieler, der seit November 2024 beim HK Awangard Omsk aus der Kontinentalen Hockey-Liga (KHL) unter Vertrag steht. Zuvor war der Center zwischen 2018 und 2024 für die New Jersey Devils in der National Hockey League (NHL) aktiv. Seine Brüder Matt und Ryan sind ebenfalls professionelle Eishockeyspieler.

## Karriere

### National
Michael McLeod wurde in Mississauga geboren und durchlief in seiner Jugend die prestigeträchtige Nachwuchsorganisation der Toronto Marlboros. In der Priority Selection der Ontario Hockey League (OHL) wählten ihn die Mississauga Steelheads aus seiner Heimatstadt an fünfter Position aus, sodass der Angreifer mit Beginn der Spielzeit 2013/14 in der ranghöchsten Juniorenliga seiner Heimatprovinz auflief. Bereits in seiner zweiten OHL-Saison überzeugte er mit 61 Scorerpunkten aus 57 Partien, sodass er zum CHL Top Prospects Game eingeladen und im anschließenden NHL Entry Draft 2016 an zwölfter Stelle von den New Jersey Devils berücksichtigt wurde. Zur Spielzeit 2016/17 übernahm der Kanadier das Amt des Mannschaftskapitäns bei den Steelheads und erreichte mit diesen das Endspiel der OHL-Playoffs um den J. Ross Robertson Cup, unterlag dort allerdings den Erie Otters (1:4). Ab dieser Spielzeit war auch sein jüngerer Bruder Ryan Mitglied des Kaders. Während der Vorbereitung auf die Saison 2017/18 zog er sich einen Meniskusriss zu und verpasste somit wesentliche Teile der ersten Saisonhälfte. 
Nachdem ihn die New Jersey Devils bereits im Oktober 2016 mit einem Einstiegsvertrag ausgestattet hatten, kam er für deren Farmteam, die Binghamton Devils, im April 2018 zu seinem Profidebüt in der American Hockey League (AHL). Dort verbrachte McLeod auch den Großteil der beiden Folgesaisons, kam jedoch bereits sporadisch für New Jersey in der National Hockey League (NHL) zum Einsatz, wo er im November 2018 seinen Einstand gegeben hatte. Zur Saison 2020/21 erspielte sich der Center schließlich einen Stammplatz im NHL-Aufgebot.
Im Januar 2024 wurde bekannt, dass McLeod neben Carter Hart, Dillon Dubé, Callan Foote und Alex Formenton der gemeinschaftlichen sexuellen Nötigung beschuldigt wird, die im Juni 2018 stattgefunden haben soll. Das diesbezügliche Gerichtsverfahren steht noch aus. Sein auslaufender Vertrag wurde im Sommer 2024 nicht verlängert. Anschließend wechselte McLeod im August 2024 zu Barys Astana aus der Kontinentalen Hockey-Liga (KHL). Dort wurde er Mitte Oktober 2024 nach lediglich 16 Einsätzen gemeinsam mit Will Butcher und Nathan Beaulieu entlassen. Einen Monat später fand er im HK Awangard Omsk aber eine neue Anstellung in der KHL.

### International
Erste internationale Erfahrungen sammelte McLeod im Rahmen der World U-17 Hockey Challenge 2014 im November, bei der er mit dem Team Canada Red den sechsten Platz belegte. Im U18-Bereich folgten die Goldmedaille beim Ivan Hlinka Memorial Tournament 2015 sowie ein vierter Platz bei der U18-Weltmeisterschaft 2016. Anschließend nahm er mit der kanadischen U20-Nationalmannschaft an der U20-Weltmeisterschaft 2017 teil und errang dort durch eine Finalniederlage gegen die Vereinigten Staaten die Silbermedaille. Im Folgejahr gelang abermals der Einzug ins Endspiel und durch einen Sieg gegen Schweden auch der Gewinn des U20-Weltmeistertitels.

## Erfolge und Auszeichnungen

### National
- 2016 Teilnahme am CHL Top Prospects Game

### International
- 2015 Goldmedaille beim Ivan Hlinka Memorial Tournament
- 2017 Silbermedaille bei der U20-Weltmeisterschaft
- 2018 Goldmedaille bei der U20-Weltmeisterschaft

## Karrierestatistik
Stand: Ende der Saison 2023/24

### International
Vertrat Kanada bei:
| - World U-17 Hockey Challenge 2014 (November) - Ivan Hlinka Memorial Tournament 2015 - U18-Weltmeisterschaft 2016 | - U20-Weltmeisterschaft 2017 - U20-Weltmeisterschaft 2018 |

(Legende zur Spielerstatistik: Sp oder GP = absolvierte Spiele; T oder G = erzielte Tore; V oder A = erzielte Assists; Pkt oder Pts = erzielte Scorerpunkte; SM oder PIM = erhaltene Strafminuten; +/− = Plus/Minus-Bilanz; PP = erzielte Überzahltore; SH = erzielte Unterzahltore; GW = erzielte Siegtore; 1 Play-downs/Relegation; Kursiv: Statistik nicht vollständig)